# 야나가와 나나미
야나가와 나나미(梁川奈々美, 2002년 1월 6일 ~ )는 일본의 여성 아이돌 그룹 전 컨트리걸즈 및 Juice=Juice의 멤버이다.

## 개요
2014년
- 모닝구무스메。’14 <골든> 오디션에 응모했지만, 낙선.

2015년
- 4월 1일, 하로프로 연수생에 가입.
- 11월 5일, 신주쿠 ReNY에서 개최된「컨트리걸즈 1주년 기념 행사 & 츠구나가 모모코 부활제!」에서 컨트리걸즈의 가입이 발표되었다[1].

2017년
- 6월 26일, Juice=Juice에 이적해, 컨트리걸즈 겸임을 발표[2].

2018년
- 11월 2일, 새로운 장래 진학을 위해 Juice=Juice와 컨트리걸즈, 헬로! 프로젝트를 졸업을 발표하였다[3].

2019년
- 3월 11일, Zepp Tokyo에서 행해진「Juice=Juice & 컨트리걸즈 LIVE ~야나가와 나나미 졸업 스페셜~」을 기해 Juice=Juice와 컨트리걸즈, 헬로! 프로젝트를 졸업하였다.

## 출연

### Blu-ray
- Greeting ~야나가와 나나미 · 후나키 무스부~ (2017년 5월 11일) - e-LineUP! 한정 판매
- わたしのあしおと (2019년 2월 27일)

## 서적
- 야나가와 나나미 · 후나키 무스부 미니 사진집「Greeting-Photobook-」(2017년 6월 3일, 오딧세이 출판)
- 1st 솔로 사진집「Yanaming」(2018년 6월 9일, 오딧세이 출판)
- 2nd 솔로 사진집「unbalance」(2019년 2월 22일, 오딧세이 출판)

## 참가 유닛
- 컨트리걸즈 (2014년 ~ 2019년)
- Juice=Juice (쥬스=쥬스) (2017년 ~ 2019년)